# Маноза
Манозата е монозахарид с шест въглеродни атома и има алдехидна функционална група. Манозата е C-2 епимер на глюкозата.

## Структура
Два от цикличните изомера притежават пиранозен (шест-членен) пръстен, а две фуранозен (пет-членен). Във воден разтвор преобладават α-D-Манопиранозата (67 %) и β-D-Манопираноза (33 %).
| D-Манозни изомери     | D-Манозни изомери     | D-Манозни изомери     |
| Линейна форма         | Пристен\|-            | Пристен\|-            |
| --------------------- | --------------------- | --------------------- |
|                       | α-D-Манофураноза <1 % | β-D-Манофураноза <1 % |
| α-D-Манопираноза 67 % | β-D-Манопираноза 33 % |                       |

## Метаболизъм
Хората не могат да метаболизират маноза.
Поради това не се отразява значително на въглехидратния метаболизъм при орална употреба, 90% от поетата маноза се изхвърля от организма през първите 30 – 60 минути, а 99% от остатъка в рамките на следващите 8 часа. През този период не се наблюдава повишаване на нивата на кръвната захар.
Манозата участва в състава на въглехидратния компонент при N-свързано гликозилиране на белтъците. C-манозилирането е също добре застъпено и се среща при калогеноподобни области.
Рекомбинантните белтъци продуцирани от дрожди може да се различават по манозния си профил от тези продукт на клетки от бозайници. Тези разлики при рекомбинантните белтъци може да спомагат за засилването на имунния отговор след ваксинация.

## Синтез
Маноза се получава при окислението на манитол.
Може да се получи и от глюкоза при трансформация по Lobry-de Bruyn-van Ekenstein
D-Манозата се ползва и като лек при инфекция на пикочните пътища, като пречи на „закачането“ на бактериите.
|  |

## Етимология
Корена на „маноза“ и „манитол“ е манна – в Библията, храната, която Господ давал на евреите по време на техния поход в Синайската пустиня. Манна се нарича още и сладкия секрет от някои дървета и храсти като Fraxinus ornus.

## Конфигурация
Манозата се различава от глюкозата по инверсията на C-2, който е хирален център. Тази на вид малка промяна води до драстична разлика в химизма на двете хексози.